# Синтвејв
Синтвејв (енгл. synthwave), такође зван аутран (енгл. outrun), ретровејв (енгл. retrowave) или фјучерсинт (енгл. futuresynth) јесте микрожанр електронске музике претежно заснован на музици која је повезана с акционим, научно-фантастичним и хорор филмовима из осамдесетих година 20. века. Синтвејв музичари често показују чежњу за културом осамдесетих година и настоје дочарати атмосферу тог раздобља.

## Особености
Синтвејв је микрожанр електронске музике који се углавном ослања на филмове, видео-игре и цртане филмове из осамдесетих година 20. века, као и композиторе као што су Џон Карпентер, Жан Мишел Жар, Вангелис и Танџерин дрим. Остале референтне тачке обухватају жанрове електронске денс музике укључујући хаус и ну-диско. Иако је првенствено инструментални жанр, повремено постоје изузеци од правила. Уобичајени темпо је између 80 и 118 BPM, док оптимистичније нумере могу бити између 128 и 140 BPM.